# In Slaughter Natives
In Slaugter Natives – szwedzki projekt muzyczny Jouniego Havukainena.
Muzyka, którą wykonuje projekt, określana jest dark ambient z wpływami noise. Wydawnictwem albumów In Slaughter Natives zajęła się wytwórnia Cold Meat Industry, wydająca także takie grupy jak Brighter Death Now czy Raison d’être.

## Dyskografia
- 1988 In Slaughter Natives (Limitowane do: 45O)
- 1991 In Slaughter Natives
- 1992 Enter Now The World
- 1992 Sacrosancts Bleed
- 1994 Mort Aux Vaches – album wydanie wspólnie z Deutsch Nepal
- 1996 Purgate My Stain
- 2001 Recollection (Limitowane do: 3000])
- 2002 Re-Enter Salvation (5CD Boxset)
- 2004 In Slaughter Natives
- 2004 Purgate My Stain
- 2004 Resurrection - The Return of a King
- 2006 Sacrosancts Bleed